# 新疆风毛菊
新疆風毛菊（學名：Saussurea albertii）是菊科風毛菊屬的植物。分布於中亞以及中國大陸的新疆等地，生長於海拔2,600米至3,600米的地區，目前尚未由人工引種栽培。